# Telluric Chaos
Telluric Chaos – dziewiąty album amerykańskiej grupy The Stooges wydany w 2005. Utwory nagrano 22 marca 2004 na koncercie w Shibuya-AX w Tokio (Japonia).

## Lista utworów
1. "Loose" – 3:56
2. "Down on the Street" – 4:23
3. "1969" – 3:40
4. "I Wanna Be Your Dog" – 5:37
5. "TV Eye" – 5:11
6. "Dirt" – 3:52
7. "Real Cool Time" – 3:08
8. "No Fun" – 4:12
9. "1970" (Pop, R. Asheton, Alexander, S. Asheton, Steve MacKay) – 6:14
10. "Fun House / L.A. Blues" (Pop, R. Asheton, Alexander, S. Asheton, MacKay) – 7:19
11. "Skull Ring" (Pop, R. Asheton, S. Asheton) – 5:07
12. "Dead Rock Star" (Pop, R. Asheton, S. Asheton) – 4:18
13. "Little Electric Chair" (Pop, R. Asheton, S. Asheton) – 5:16
14. "Little Doll" – 5:07
15. "My Idea Of Fun" (Pop, R. Asheton, S. Asheton, MacKay, Mike Watt) – 5:04
16. "I Wanna Be Your Dog" (version two) – 3:50
17. "Not Right" – 3:07